# 细茎马先蒿
细茎马先蒿（学名：Pedicularis tenera）是列当科马先蒿属的植物，是中国的特有植物。分布于中国大陆的四川等地，生长于海拔4,400米至4,600米的地区，多生长在高山草地和石灰岩山上的碎石坡中，目前尚未由人工引种栽培。